# Sgt. Pepper's Lonely Hearts Club Band (colonna sonora)
Sgt. Pepper's Lonely Hearts Club Band è la colonna sonora dell'omonimo film sull' album dei Beatles.
È un doppio CD che contiene le stesse canzoni del film; non solo quelle degli album Sgt. Pepper's Lonely Hearts Club Band, Abbey Road e Revolver.

## Tracce

### Disco 1
Lato A
1. Introduzione di Sgt. Pepper's Lonely Hearts Club Band (4:42)
2. Sgt. Pepper's Lonely Hearts Club Band — Bee Gees and Paul Nicholas (1:56)
3. With a Little Help from My Friends — Peter Frampton and The Bee Gees (2:46)
4. Here Comes the Sun — by Sandy Farina (3:05)
5. Getting Better — performed by Peter Frampton and The Bee Gees (2:46)
6. Lucy in the Sky with Diamonds — Dianne Steinberg and Stargard (3:44)
7. I Want You (She's So Heavy) — George Martin, Peter Frampton and The Bee Gees, Donald Pleasence, Dianne Steinberg, Paul Nicholas, The Bee Gees and Stargard (6:31)

Lato B
1. Good Morning Good Morning — performed by Paul Nicholas, Peter Frampton and The Bee Gees (1:58)
2. She's Leaving Home — Steven Tyler, The Bee Gees, Jay MacIntosh and John Wheeler (2:41)
3. You Never Give Me Your Money — Paul Nicholas and Dianne Steinberg (3:07)
4. Oh! Darling — Robin Gibb (3:21) (raggiunse la posizione numero 15 nella classifica Billboard Hot 100)
5. Maxwell's Silver Hammer — Steve Martin and the vocal chorus (4:31)
6. Rise To Stardom Suite (5:11):
Polythene Pam — The Bee Gees (0:38)
She Came In Through the Bathroom Window — Peter Frampton and The Bee Gees (1:46)
Nowhere Man — The Bee Gees (1:14)
Sgt. Pepper's Lonely Hearts Club Band (reprise) — Peter Frampton and The Bee Gees (1:33)

### Disco 2
Lato C
1. Got to Get You into My Life — Earth, Wind & Fire (3:36) (raggiunse la posizione numero 15 nella classifica Billboard Hot 100)
2. Strawberry Fields Forever — Sandy Farina (3:31)
3. When I'm Sixty-Four — Frankie Howerd and Sandy Farina (2:40)
4. Mean Mr. Mustard — Frankie Howerd (2:46)
5. Fixing a Hole — George Burns (2:25)
6. Because — Alice Cooper and The Bee Gees (2:45)
7. The Death of Strawberry (3:24):
Golden Slumbers — Peter Frampton (1:39)
Carry That Weight — The Bee Gees (1:45)

Lato D
1. Come Together — Aerosmith (3:46)
2. Being for the Benefit of Mr. Kite! - Maurice Gibb, Peter Frampton, The Bee Gees and George Burns (3:12)
3. The Long and Winding Road - Peter Frampton (3:40)
4. A Day in the Life — Barry Gibb and The Bee Gees
5. Get Back — Billy Preston (2:56)
6. Sgt. Pepper's Lonely Hearts Club Band [Finale] — The cast (2:13)

## Singoli
- Come Together - Aerosmith
- Get Back - Billy Preston
- Got to Get You into My Life - Earth, Wind & Fire
- Oh Darling - Robin Gibb